# Heinz Theis (Maler)
Heinz Theis (* 1. September 1894 in Holz; † 25. Oktober 1966 in Garmisch-Partenkirchen) war ein deutscher Kunstmaler.

## Leben und Schaffen
Heinz Theis, Sohn eines saarländischen Bergmanns, ging zunächst bei dem Kirchenmaler Heinrich Lamers in Kleve in die Lehre. Danach besuchte er die Handwerker- und Kunstgewerbeschule in Trier. Am 25. Oktober 1916 trat er in die Akademie der Bildenden Künste München ein, wo er bei Carl von Marr Anregung zu Darstellungen mit religiösem Hintergrund und zur Porträtmalerei fand. In den Jahren 1920–1922 war er einer der letzten Meisterschüler von Heinrich von Zügel, der ihn mit seiner impressionistischen Technik beeinflusste. 
Bekannt ist Theis vor allem als ausdrucksstarker Maler von alpinen Landschaften sowie von Darstellungen der dortigen ländlichen Bevölkerung und ihren Nutztieren. Dieses im Nationalsozialismus beliebte Genre, verhalf Theis zur Anerkennung durch den NS-Kulturbetrieb. Infolgedessen war er mit seinen Ölgemälden mehrfach bei der Großen Deutsche Kunstausstellung (GDK) im Haus der Deutschen Kunst in München vertreten, so 
- 1938 mit Karwendel[2] und mit Bildnis-Studie, einem Porträt, das von Adolf Hitler zum Preis von 1000 RM erworben wurde.[3]
- 1941 mit Schafe im Wetterstein.[4]
- 1942 mit Gebirgsschafe.[5]
- 1943 mit Vor dem Stall.[6]